# Trey Radel
Pour les articles homonymes, voir Radel.
Henry Jude Radel III, dit Trey Radel, né le 20 avril 1976 à Cincinnati, est un homme politique américain du Parti républicain. Il est élu à la Chambre des représentants des États-Unis en 2013, représentant la 19e circonscription électorale de Floride et quitte son poste le 27 janvier 2014.

## Biographie
Journaliste, il travaillé comme reporter de télévision, puis comme présentateur de radio. Il rachète le Naples Journal, un journal local de Naples, en Floride, qu'il développe et revend au quotidien Naples Daily News. Il est le fondateur de la société de médias Trey Communications LLC.
Il est marié à Amy Wegmann, ancienne présentatrice du journal de WFTX-TV, station de Floride du réseau de télévision FOX.
Il est le fondateur avec son épouse de l'association à but non lucratif U.S. Forces Fund, qui vient en aide aux soldats blessés lors de leur retour au pays.
Il est candidat aux élections législatives américaines de 2012 pour le Parti républicain, représentant la 19e circonscription électorale de Floride, anciennement 14e. Il remporte la primaire républicaine contre, la liste n'étant pas exhaustive, Gary Aubuchon (en), membre de la Chambre des représentants de la Floride, Chauncey Goss, fils du directeur de la CIA Porter Goss, Jeff Kottkamp (en), ancien Lieutenant-gouverneur de Floride, et Dudley Goodlette (en), ancien membre de la Chambre des représentants de la Floride.
Il a pour opposant le démocrate James Roach, ingénieur à la retraite chez General Motors et ancien combattant de la guerre du Viêt Nam.
Il remporte l'élection avec 62 % des suffrages contre 35,8 % pour James Roach.
Le 20 novembre 2013, après avoir été arrêté par la Drug Enforcement Administration pour achat de cocaïne, il est condamné à un an de surveillance assortie d’une obligation de traitement et démissionne de son poste de représentant le 27 janvier 2014.